# گوروگالا اللا
گوروگالا اللا (به لاتین: Gurugala Ella) یک منطقهٔ مسکونی در سری‌لانکا است که در استان مرکزی (سری‌لانکا) واقع شده‌است.